# كدمة الحنش

تعديل مصدري - تعديل

كدمة الحنش هي إحدى قرى عزلة جعار بمديرية خنفر التابعة لمحافظة أبين، بلغ تعداد سكانها 25 نسمة حسب تعداد اليمن لعام 2004.